# Targa Jean Giono
La Targa Jean Giono è un premio letterario istituito nel 1972 dal Rotary Club Voghera in collaborazione con il Rotary Club di Manosque, in Provenza. Viene conferita a Voghera ogni due anni, alternativamente, a una personalità del mondo della cultura italiana e di quella francese.

## Origini[1]
Lo scrittore francese di origini piemontesi Jean Giono, Accademico Goncourt, socio del Rotary Club di Manosque, mentre si apprestava a scrivere Il Disastro di Pavia , venne in Italia per documentarsi sui luoghi della Battaglia di Pavia (1525). Fu accolto e ospitato da rotariani di Voghera con i quali nacque un profondo legame di un'amicizia che indusse i due club rotariani a gemellarsi.

Dopo la sua morte, avvenuta nel 1970, i due club decisero di onorarne la memoria con un premio, destinato a celebrare l'amicizia italo-francese nel segno della "letteratura che affratella i popoli", da attribuirsi a personalità le cui opere si distinguessero per la vicinanza al mondo di Giono e agli ideali e ai principi rotariani.

## Modalità di premiazione[3]
Il premiato italiano è scelto da una qualificata giuria, composta da professori ordinari di letteratura italiana e di letteratura francese di Università italiane, tra una terna di candidati proposti dal Rotary Club Voghera.

Il premiato francese viene scelto direttamente dai soci del Rotary Club Manosque.

## Albo d'oro
| Italiani                   | Francesi                           |
| -------------------------- | ---------------------------------- |
| 1972 - Cesare Angelini     | 1974 - Henry Bonnier               |
| 1976 - Indro Montanelli    | 1978 - Marcel Scipion              |
| 1980 - Luigi Barzini       | 1982 - Pierre Magnan               |
| 1984 - Giorgio Bassani     | 1986 - Pierre Moustiers            |
| 1988 - Carlo Bo            | 1990 - Edmonde Charles-Roux        |
| 1992 - Giovanni Spadolini  | 1995 - Paule Constant              |
| 1998 - Pietro Citati       | 2000 - Gilles Lapouge              |
| 2002 - Giovanni Raboni     | 2004 - René Rémond                 |
| 2006 - Sebastiano Vassalli | 2008 - Franz-Olivier Giesbert      |
| 2010 - Ferdinando Camon    | 2012 - René Frégni                 |
| 2014 - Bianca Pitzorno     | 2016 - Françoise Bourdon           |
| 2018 - Alberto Arbasino    | 2020 - Jean-Yves Laurichesse       |
| 2022 - Marta Morazzoni     | 2024 - Rosario d'Espinay Saint-Luc |